# Glan (Sarangani)
Glan ist eine philippinische Stadtgemeinde in der Provinz Sarangani.
Die Mehrheit der Bevölkerung ist vom Ursprung her Cebuano.

## Geografie
Die Stadtgemeinde Glan liegt östlich der Bucht von Sarangani und nördlich der Celebessee. Sie grenzt im Osten an die Provinz Davao del Sur. Von Glan bestehen Fährverbindungen auf die Inseln Balut und Sarangani.

### Baranggays
Glan ist politisch in 31 Baranggays unterteilt.
| - Baliton - Batotuling - Batulaki - Big Margus - Burias - Cablalan - Calabanit - Calpidong - Congan - Cross - Datalbukay | - E. Alegado - Glan Padidu - Gumasa - Ilaya - Kaltuad - Kapatan - Lago - Laguimit - Mudan - New Aklan | - Pangyan - Poblacion - Rio Del Pilar - San Jose - San Vicente - Small Margus - Sufatubo - Taluya - Tango - Tapon |

## Wirtschaft
Die Wirtschaft Glans basiert auf Landwirtschaft mit einer bedeutenden Kopraproduktion. Aquakulturen sind die zweitbedeutendste Einkommensquelle. Insbesondere Milchfisch und Shrimpskulturen.
Andere landwirtschaftliche Produkte sind Kokosnuss, Mais, Zuckerrohr, Bananen, Ananas, Mangos, Schweinefleisch, Hühnereier, Rindfleisch und Fisch.
Das Wirtschaftswachstum hat sich im vergangenen Jahrzehnt durch die globalen Kommunikationstechnologien und der Fertigstellung eines modernen Highways, was Handels- und Transportmöglichkeiten wesentlich verbesserte, beschleunigt.